# ボーン・スプレマシー
『ボーン・スプレマシー』（英: The Bourne Supremacy）は、2004年公開のアメリカ合衆国のサスペンス・アクション映画。『ボーン・アイデンティティー』の続編である。監督はポール・グリーングラス、出演はマット・デイモン、ジョアン・アレンなど。原題はロバート・ラドラムのベストセラーとなったスパイ・スリラー小説『殺戮のオデッセイ』の原題と同じであるが、ストーリーはまったく異なり映画オリジナルである。恋人マリーとの隠れ家を見つけられて追われたボーンと、作戦を妨害されてエージェントを失ったCIAの進む先が重なっていく。
続編は『ボーン・アルティメイタム』。
北アメリカでは2004年7月15日にプレミア上映されたのち、7月23日に3,165館で公開され、週末興行成績で初登場1位になり、トップ10内には7週間いた。日本では翌2005年2月11日に日劇1系列ほかで公開され、全国週末興行成績では初登場3位となり、同日封切り作品のなかではトップの成績となった。北アメリカ内での興行収入は1億7千万ドルを超え、2004年公開作品中8位である。

## ストーリー
ジェイソン・ボーンとマリー・クロイツは、インドのゴアで暮らしている。記憶喪失から回復しきっていないボーンは、頻繁に見る悪夢の内容をノートに記録している。
ベルリンでは、CIA捜査官パメラ・ランディの下で働くエージェントが、7年前の2,000万ドルの盗難に関する文書「ネスキー・ファイル」を入手するため、ロシア人の情報屋と取引しようとする。しかし、オリガルヒのユーリ・グレトコフの手先であるロシア連邦保安庁要員のキリルによって、この取引は邪魔される。彼はエージェントと情報屋を殺害してファイルと金を盗み、ボーンの指紋を残して彼に罪を着せる。
ボーンの指紋を見つけたランディは、上司のウォード・アボットにかつてボーンが参画していたトレッドストーン作戦について尋ねる。彼女は、2,000万ドルを盗んだCIAエージェントの名前が、ネスキーのファイルに記されていることをアボットに伝える。ロシアの政治家ウラジミール・ネスキーは盗んだエージェントを特定しようとしていたが、数年前にベルリンのホテルで妻と心中していた。ランディは、ボーンと当時のトレッドストーン作戦指揮官コンクリンが関与し、ボーンがネスキーを殺害したのではないかと考える。アボットとランディはトレッドストーンの元サポート技術者ニッキー・パーソンズを連れて、ボーンを捕らえるためベルリンに向かう。
グレトコフはキリルにボーンを殺すよう指示し、キリルはゴアでボーンを見つける。キリルの姿を見たボーンは追手だと直感、マリーを連れて車で逃げるが、途中で運転を代わったマリーがキリルに狙撃されて死んでしまう。ボーンはゴアを離れナポリに向かい、故意にボーン名義のパスポートを使って入国審査を受ける。空港でカラビニエリとアメリカ領事館員のCIAエージェントに身柄を拘束されるが、隙を突いて二人を制圧。領事館員の携帯電話のSIMカードをコピーして脱出し、そこにランディからかかってきた電話の内容から、自分がベルリンでのエージェント殺害事件容疑でCIAに追われていることを知る。
ボーンはトレッドストーン作戦に残る唯一の工作員ジャルダを訪ね、ミュンヘンに向かう。ジャルダはボーンに、トレッドストーン作戦がコンクリンの死後閉鎖されたことを告げるが、彼を捕らえようとする。ボーンはジャルダを絞殺し、異変に気付いて駆けつけたエージョント達の眼前で、ガス爆発で彼の家を破壊する。ボーンはベルリンに行き、ランディを尾行してCIAの事務所を突き止め、ニッキー・パーソンズを指名して一対一で会いたいと連絡する。
ボーンはアレクサンダー広場で群衆雑踏にまぎれてニッキーを地下鉄通路へ連れ出し、彼女からアボットがコンクリンの上司であったこと、ネスキー・ファイルに関するエージェント殺害でボーンが追われていることを訊き出す。ボーンは一部の記憶を取り戻し、コンクリンの命令でネスキーを殺し、そこに居合わせたネスキーの妻に罪を着せて、自殺に見せかけて殺したことを思い出す。
コンクリンの元助手のダニー・ゾーンは、エージェントの死にボーンが関与しているという報告に矛盾を見つけ、それをアボットに説明するが、アボットに殺されてしまう。ボーンはアボットのホテルの部屋に忍び込み、彼がグレトコフと電話で会話し、2千万ドル盗難事件が彼らの共犯だったことや、アボットがグレトコフにボーン殺害を依頼しているのを聴く。ボーンがアボットに姿を明かすと、アボットは自分がファイル強奪を命じたこと、ボーンを罠にはめ、ゴアで口封じをするよう仕向けたことを告白する。ボーンはアボットの告白を録音したことを示して、銃をテーブルの上に置いて立ち去る。その直後にランディがアボットの元を訪れるが、彼は彼女の眼前で自殺する。その後、彼女の手元にはアボットの録音テープが届く。
ボーンはネスキーの娘イレーナを探すためにモスクワに向かう。キリルはグレトコフから再びボーン殺害を依頼され、ボーンを見つけて狙撃し、傷を負わせる。ボーンは盗んだタクシーで逃げ、キリルから追われて壮絶なカーチェイスの末、キリルに重傷を負わせて立ち去る。グレトコフは警察に逮捕される。ボーンはイレーナに会って、彼女の両親を殺害したのは実はボーンであり、母親が父親を殺害して自殺したというのは真実ではないと知らせて、彼女に謝って立ち去る。
しばらく後、ニューヨークの事務所にいるランディにボーンからの電話が入る。彼女は録音テープのお礼に、ボーンの本名「デビッド・ウェッブ」と生年月日・出生地を告げ、会わないかと誘う。向かいのビルから彼女を眺めながら話していたボーンは、彼女に「少し休め」と言い残して人混みの中に消えていく。

## 登場人物
ジェイソン・ボーン
演 - マット・デイモン
記憶喪失から完全に回復していないが、それでいて、うろ覚えな部分があり、デジャブとなって苦しんでもいる。マリーと共にインドで暮らしている。しかし、マリーを殺害されてしまい、復讐、そして、これを機に失った記憶の謎を解き明かす旅に出る。
マリー・クルーツ
演 - フランカ・ポテンテ
ジェイソンの恋人。右腕の刺青がトレードマーク。襲撃に巻き込まれて撃たれて殺害されてしまう。
パメラ・ランディ
演 - ジョアン・アレン
CIA捜査官。不正送金事件の調査を行っているが、そこに現れた謎の男に金と文書を奪われる。
キリル
演 - カール・アーバン
殺し屋。グレッコフに雇われている。
アレクサンダー・コンクリン
演 - クリス・クーパー
CIAの人間。ボーンを殺害できなかったことでアボットに見切りをつけられて殺害された。
ワード・アボット
演 - ブライアン・コックス
CIA長官。CIAに30年以上勤めている。パメラに計画のことを話す。
ニコレット"ニッキー"・パーソンズ
演 - ジュリア・スタイルズ
CIAの職員。コンクリンの補佐をしていた。事件の関係者としてパメラたちに尋問される。またボーンにも知っていることを話すように言われるなど、かなり不遇な体験をする。
マーティン・マーシャル
演 - トーマス・アラナ
次官。指揮を執っている。
ダニー・ゾーン
演 - ガブリエル・マン
コンクリンの部下。真相に近づいたことからアボットに殺害される。
トム・クローニン
演 - トム・ギャロップ
CIA本部の職員。ボーンの連絡先を突き止めるようにパメラに指示を受ける。
テディ
演 - ジョン・ベッドフォード・ロイド
CIAの職員。ボーンの移動方法を警察やスパイ衛星の情報から突き止めるように指示を受ける。
グレツコフ
演 - カレル・ローデン
ロシアの大富豪。ペコス石油のCEO。カスピ海の石油採掘権を手に入れて石油王となった。ボーンを狙っている。
ジャーダ
演 - マートン・チョーカシュ
「トレッドストーン」の工作員。ボーンと格闘になり敗北して死亡する。
キム
演 - ミシェル・モナハン
監視チームの一員。
ジョン・ネビンス
演 - ティム・グリフィン
CIAの職員。ボーンを尋問する。
イレーナ・ネスキー
演 - オクサナ・アキンシナ
ロシアの改革派の政治家を父に持つ女性。父はおろか、母もボーンの手によって殺されている。

## キャスト
| 役名                             | 俳優                           | 日本語吹替 | 日本語吹替   |
| 役名                             | 俳優                           | ソフト版   | 日本テレビ版 |
| -------------------------------- | ------------------------------ | ---------- | ------------ |
| ジェイソン・ボーン               | マット・デイモン               | 平田広明   | 中村繁之     |
| マリー・クルーツ                 | フランカ・ポテンテ             | 湯屋敦子   | 山崎美貴     |
| パメラ・ランディ                 | ジョアン・アレン               | 小山茉美   | 塩田朋子     |
| キリル                           | カール・アーバン               | 根本泰彦   | 津田健次郎   |
| アレクサンダー・コンクリン       | クリス・クーパー               | 菅生隆之   | 野沢那智     |
| ワード・アボット                 | ブライアン・コックス           | 糸博       | 瑳川哲朗     |
| ニコレット"ニッキー"・パーソンズ | ジュリア・スタイルズ           | 沢海陽子   | 本田貴子     |
| マーティン・マーシャル次官       | トーマス・アラナ               | 田原アルノ | 納谷六朗     |
| ダニー・ゾーン                   | ガブリエル・マン               | 宮本充     | 成田剣       |
| トム・クローニン                 | トム・ギャロップ               | 古澤徹     | 佐久田修     |
| テディ                           | ジョン・ベッドフォード・ロイド | 仲野裕     |              |
| グレツコフ                       | カレル・ローデン               | 内田直哉   | 金尾哲夫     |
| ジャーダ                         | マートン・チョーカシュ         | 内田直哉   | 内田直哉     |
| キム                             | ミシェル・モナハン             | 田村聖子   |              |
| ジョン・ネビンス                 | ティム・グリフィン             | 樫井笙人   |              |
| イレーナ・ネスキー               | オクサナ・アキンシナ           |            |              |

- ソフト版：初回放送2012年9月30日『日曜洋画劇場』

その他：浅井清己、花輪英司、渡辺英雄、加藤将之
テレビ朝日版追加キャスト：志村知幸、永木貴依子、川端麻衣
日本語版制作スタッフ：演出：神尾千春、翻訳：栗原とみ子、調整：菊池悟史、制作：本田哲浩、ブロードメディア・スタジオ
日曜洋画劇場にて放映された際には、ボーン、キリル、グレツコフの一部のロシア語の台詞の吹き替えがソフト版のキャストで追加収録された。また、ホテル・ブレッカーの従業員などソフト版では原語音声が流用されていた部分も新たに日本語に吹き替えられた。
- 日本テレビ版：初回放送2007年11月9日『金曜ロードショー』

その他：佐古真弓、谷昌樹、星野貴紀、藤原美央子、奥田啓人、斉藤次郎、をはり万造、加藤悦子、四宮豪

## 製作

### 企画
前作『ボーン・アイデンティティー』（2002年）の構想時には、続編を作る予定はなく、マット・デイモンもそうコメントしていた。ビジネスのために作られた続編にファンががっかりすることが多々あるからだ。しかし、今回から監督をすることになったポール・グリーングラスの熱意や構想、復讐劇のようなストーリーにひねりを加えた脚本などを知ってやる気になったという。

### 撮影
公開の2週間前になって、グリーングラスとデイモンは別のエンディングを思いつき、二人はプロデューサーを説得してデイモンは『オーシャンズ12』の撮影から抜け出してそのシーンを再撮影した。

## 作品の評価

### 映画批評家によるレビュー
レビュー・アグリゲーターのRotten Tomatoesでは196件のレビューで支持率は82%、平均点は7.20/10であった。批評家のコンセンサスは「スリルを伴った、よくできた続編」というものであった。Metacriticでは39の批評に基づいて73/100の加重平均スコアであり、「一般的に好評」を示している。CinemaScoreでの観客による投票は、A+からFのうち「A-」の平均評点であった。
シカゴ・サンタイムズの ロジャー・エバートはこの映画に4点満点中3点をつけ、「監督のポール・グリーングラスがこの素材を重厚に扱い、良い俳優をよくできた脇役に起用したことが、この映画をそのジャンル以上に引き上げている」と書いている。

### 受賞歴
- ASCAP Award（2005）: Top Box Office Films 受賞
- サターン賞（2005）: 主演男優賞 ノミネート
- エドガー賞（2005）: 映画脚本賞 ノミネート